# Soledad Alatorre
Soledad "Chole" Alatorre (1927 - San Luis de Potosí, 25 de marzo de 2020) fue una activista laborista Chicana, estuvo activa en el área de Gran Los Ángeles. Fue conocida por su trabajo en el Centro de Acción Social Autónomo (CASA) y por su defensa de los derechos civiles entre la comunidad Chicana.

## Vida personal
Alatorre nació en el estado de San Luis Potosí en México, en 1927, dentro de una familia grande con muchas mujeres. Su padre era trabajó en el Sindicato de Trabajadores del Ferrocarril. Alatorre, su hermana, y su marido emigraron a los Estados Unidos y se mudaron al área de Gran Los Ángeles cuándo tenía 27 años. Allí empezó a trabajar como modelo de trajes de baño, para una fábrica que hizo piezas para la actriz Rosemary Reid. En la misma fábrica, se desarrolló como supervisora, mientras que su esposo se desenvolvió en la industria de las prendas. En la segunda mitad de 1950 se separó de su marido, y nunca tuvo hijos. La mayor parte de su vida y su tiempo lo dedicó a su trabajo en organización laboral. Vivió con sus hermanas, quienes también trabajaban con ella.

## Organización laboral
Su trabajo en la compañía en la fábrica de trajes de baño, hizo que Alatorre construyera relaciones con otros trabajadores de la industria de la ropa y prendas. Era conocida por su capacidad para construir relaciones interpersonales, lo que la llevó a ser un eslabón entre el sindicato de los trabajadores de la prenda y la industria para la que trabajaban. Más adelante se involucró en la organización laboral, y colaboró con diferentes sindicatos, incluidos el Teamsters,  devenga más allá implicada con el trabajo que organiza, y trabajado con varias uniones, incluidos el Sindicato de los Trabajadores Unidos del Automóvil (United Auto Workers), el Teamsters, el Sindicato Marítimo y el Sindicato de los Trabajadores del Campo (United Farm Workers). Durante este periodo, ella también trabajó en una farmacéutica.
A través de su trabajo con organizaciones laborales, Alatorre conoció y se hizo amiga del activista Bert Corona. Ambos crearon conexiones con la Hermandad Mexicana Nacional (HMN), que en su tiempo era una de las únicas organizaciones que trabajaban por y para los mexico-estadounidenses. El HMN tenía dificultades debido a las actividades del Comité de Actividades Antiestadounidenses, por lo que Alatorre y Corona tomaron cargo de la organización, y en 1968 mudaron su sede a Los Ángeles.  En esa ciudad los capítulos locales se volvieron conocidos como Centro de Acción Sociales Autónomo, o CASA.
CASA empezó a trabajar para los derechos de trabajadores migrantes, y también les proporcionó servicios sociales, incluyendo educación y ayuda legal. CASA también empujó políticas a favor de los inmigrantes.

## Otro activismo
En 1977 CASA trabajó con otras organizaciones para la defensa de los Latinos, para promover la amnistía a migrantes indocumentados y luchar contra las sanciones que el estado aplicó a los empresarios que contrataron a inmigrantes. Alatorre y Corona constituyeron la voz más radical dentro de aquel movimiento, argumentando que los migrantes indocumentados ya habían ganado el derecho de trabajar en los EE. UU., y que debían ser bienvenidos. Esta postura era diferente a la de la mayoría de las organizaciones mexico-estadounidenses, que apoyaban una política de "americanización".
Alatorre jugó una función significativa dentro de CASA, siendo responsable de las tareas administrativas, pero muchas veces eligió no ocupar un lugar público. A través de su trabajo con CASA y en otro lugar, Alatorre se convirtió en una prominente activista por los derechos civiles.
En 1968, Corona y Alatorre también se implicaron en la campaña primaria de Robert Kennedy para el Senado de California. Años más tarde Alatorre y Corona fueron responsables de liderar un cambio en la forma en la que el Partido Democrático percibía asuntos de migración, en parte gracias al trabajo de los activistas con los sindicatos.

## Fallecimiento
Falleció a los noventa y cuatro años el 25 de marzo de 2020 en San Luis de Potosí (México) por causas desconocidas.